# Protège-moi
Protège-moi è un singolo del gruppo musicale britannico Placebo, il primo estratto dalla raccolta Once More with Feeling: Singles 1996-2004, pubblicato l'8 aprile 2004.
Il brano è una versione in francese del brano Protect Me from What I Want , contenuto nell'album Sleeping with Ghosts del 2003.

## Video musicale
Un video ufficiale del brano, diretto da Gaspar Noé, è stato unicamente pubblicato su DVD in quanto sessualmente esplicito. Un secondo video ufficiale, che consiste nell'esibizione dal vivo del brano tenuta dalla band a Parigi nel 2003 (e contenuta nell'album dal vivo Soulmates Never Die - Live in Paris 2003) è stata successivamente pubblicata su YouTube.

## Tracce
Testi e musiche dei Placebo.
CD
1. Protège-Moi – 3:15 – adattato in francese da Virginie Despentes
2. This Picture – 3:34

DVD
1. Protège-moi (Le Clip) – 3:21
2. Bulletproof Cupid (Live) – 2:11
3. Protège-moi (M83 Remix) – 3:22

## Classifiche
| Classifica (2004) | Posizione massima |
| ----------------- | ----------------- |
| Belgio (Vallonia) | 17                |
| Francia           | 18                |
| Svizzera          | 26                |